# 香港三冠大賽
香港三冠大賽系列（英語：Triple Crown Series），是一個由香港賽馬會舉辦的香港賽馬賽事系列，於1991至1992年度馬季首次推出。香港賽馬會舉辦這個系列的賽事，旨在發掘和表揚香港表現突出的長途賽駒。

## 賽事
自2014至2015年度馬季起，以下三項賽事同時升格為國際一級賽。

### 董事盃
首屆董事盃於1954年5月22日首次舉行。路程為草地1600米。

### 香港金盃
首屆香港金盃於1979年1月14日首次舉行。路程為草地2000米。

### 香港冠軍暨遮打盃
首屆香港冠軍暨遮打盃於1870年首次舉行。路程為草地2400米。

## 三冠大賽總冠軍
自三冠大賽系列正式推出後，於香港賽馬史上，能夠在一季內勝出三冠大賽全部三關賽事的馬匹，分別有：
- 由張奧偉與夏佳理擁有及由練馬師許怡訓練的「翠河」，此駒於1993至1994年度馬季成功連闖三關，登上三冠大賽總冠軍寶座並順利成為當屆的香港馬王。
- 由日月輝煌賽馬團體（程志輝與合夥人）擁有、練馬師姚本輝訓練的「遨遊氣泡」，於2024至2025年度馬季成功連闖三關，登上三冠大賽總冠軍寶座。

另外，2003至2004年度馬季勝出首關和尾關的兩冠馬「風雲小子」，在2006年勝出次關香港金盃，成為三冠大賽系列推出後香港第二匹曾經勝出三冠大賽系列全部三關賽事的賽駒。
如果有馬匹於一季內勝出三冠大賽全部三關賽事，其馬主可額外獲得由香港賽馬會頒發的1000萬港元特別獎金。

## 三冠練馬師
在香港馬匹中，只有兩匹馬（「翠河」及「遨遊氣泡」）能一季攻下三冠大賽全部三關。然而，在練馬師方面，除了當年「翠河」的練馬師許怡以及當下「遨遊氣泡」的練馬師姚本輝外，亦曾有其他練馬師在一季內憑藉旗下不同馬匹獨攬三冠大賽全部三關的冠軍，他們分別是香港殿堂級練馬師愛倫及約翰摩亞。
| 練馬師   | 年份      | 董事盃冠軍 | 香港金盃冠軍 | 香港冠軍暨遮打盃冠軍 |
| 許怡     | 1993-1994 | 翠河       | 翠河         | 翠河                 |
| 愛倫     | 1998-1999 | 必全勝     | 原居民       | 奔騰                 |
| 約翰摩亞 | 2016-2017 | 喜蓮獎星   | 明月千里     | 明月千里             |
| 姚本輝   | 2024-2025 | 遨遊氣泡   | 遨遊氣泡     | 遨遊氣泡             |

## 兩冠馬
儘管三冠大賽與速度系列同樣貴為香港賽馬的最高榮譽，但相對於路程僅限於1200及1400米的後者而言，三冠大賽的難度可謂非比尋常。因為路程涵蓋了首、次關的一哩及中距離2000米，以至尾關大長途的2400米；對馬匹而言，要在短時間適應路程差距絕非易事。自翠河後，每季都不斷有賽駒挑戰三冠大賽，卻無一成功，直至2024/2025馬季遨遊氣泡全勝三關封王，才打破了塵封了三十一年的困局。
反之，自系列成立以來，有十一匹賽駒奪得了三冠其中兩關的勝利，包括：
- 翠河（1991/1992、1992/1993）：於1991至1992年度馬季及1992至1993年度馬季勝出香港金盃及香港冠軍暨遮打盃，並在董事盃得亞軍。其後在1993至1994年度馬季第三度挑戰三冠大賽時，終於成為首匹三冠大賽總冠軍。
- 有性格（1994/1995）：勝出香港金盃及香港冠軍暨遮打盃，於董事盃奪得季軍，成為當屆馬王。
- 原居民（1997/1998）：勝出香港金盃及香港冠軍暨遮打盃，於董事盃奪得季軍。
- 風雲小子（2003/2004）：勝出董事盃及香港冠軍暨遮打盃，因病缺席香港金盃。
- 爆冷（2008/2009）：勝出香港金盃及香港冠軍暨遮打盃，於董事盃奪得季軍，成為當屆馬王。
- 雄心威龍（2011/2012）：勝出董事盃及香港金盃，於香港冠軍暨遮打盃奪得亞軍，成為當屆馬王。
- 將男（2013/2014）：勝出董事盃及香港冠軍暨遮打盃，於香港金盃奪得殿軍。
- 明月千里（2016/2017）：勝出香港金盃及香港冠軍暨遮打盃，於董事盃奪得第六名。
- 時時精綵（2018/2019）：勝出香港金盃及香港冠軍暨遮打盃，並無參與董事盃。
- 金鎗六十（2020/2021、2022/2023）：於2020至2021年度及2022至2023年度馬季勝出董事盃及香港金盃時，均沒有參與該季香港冠軍暨遮打盃，成為當屆馬王
- 將王（2021/2022）：勝出香港金盃及香港冠軍暨遮打盃，於董事盃奪得季軍。

如果有馬匹於一季內勝出其中三冠大賽其中兩關賽事，其馬主可額外獲得由香港賽馬會頒發的500萬港元特別獎金。但這個安排於2013至2014年度馬季後取消，最後一匹受惠的馬匹是將男。

## 外部連結
- 董事盃官方網站 （页面存档备份，存于）
- 香港金盃官方網站 （页面存档备份，存于）
- 香港冠軍暨遮打盃官方網站 （页面存档备份，存于）